# Brown Nunataks
I Brown Nunataks (in lingua inglese: Nunatak Brown) sono tre nunatak, picchi rocciosi antartici, che si trovano 2 km a nordovest del Walker Peak, all'estremità sudoccidentale del Dufek Massif nei Monti Pensacola, in Antartide. 
I nunatak sono stati mappati dall'United States Geological Survey (USGS) sulla base di rilevazioni e foto aeree scattate dalla U.S. Navy nel periodo 1956-66.
La denominazione è stata assegnata dall'Advisory Committee on Antarctic Names (US-ACAN) in onore di John B. Brown, studioso della ionosfera che faceva parte del gruppo che trascorse l'inverno del 1957 alla Stazione Ellsworth.